# La Congolaise
La Congolaise er Republikken Congos nationalmelodi.
Melodien er skrevet af Jean Royer og Joseph Spadilière, og teksten af Jacques Tondra og Georges Kibanghi.
Nationalmelodien blev indført i 1959, och erstattet af "Les Trois Glorieuses" i 1969. I 1991 blev La Congolaise genindført.